# Ennis Friary

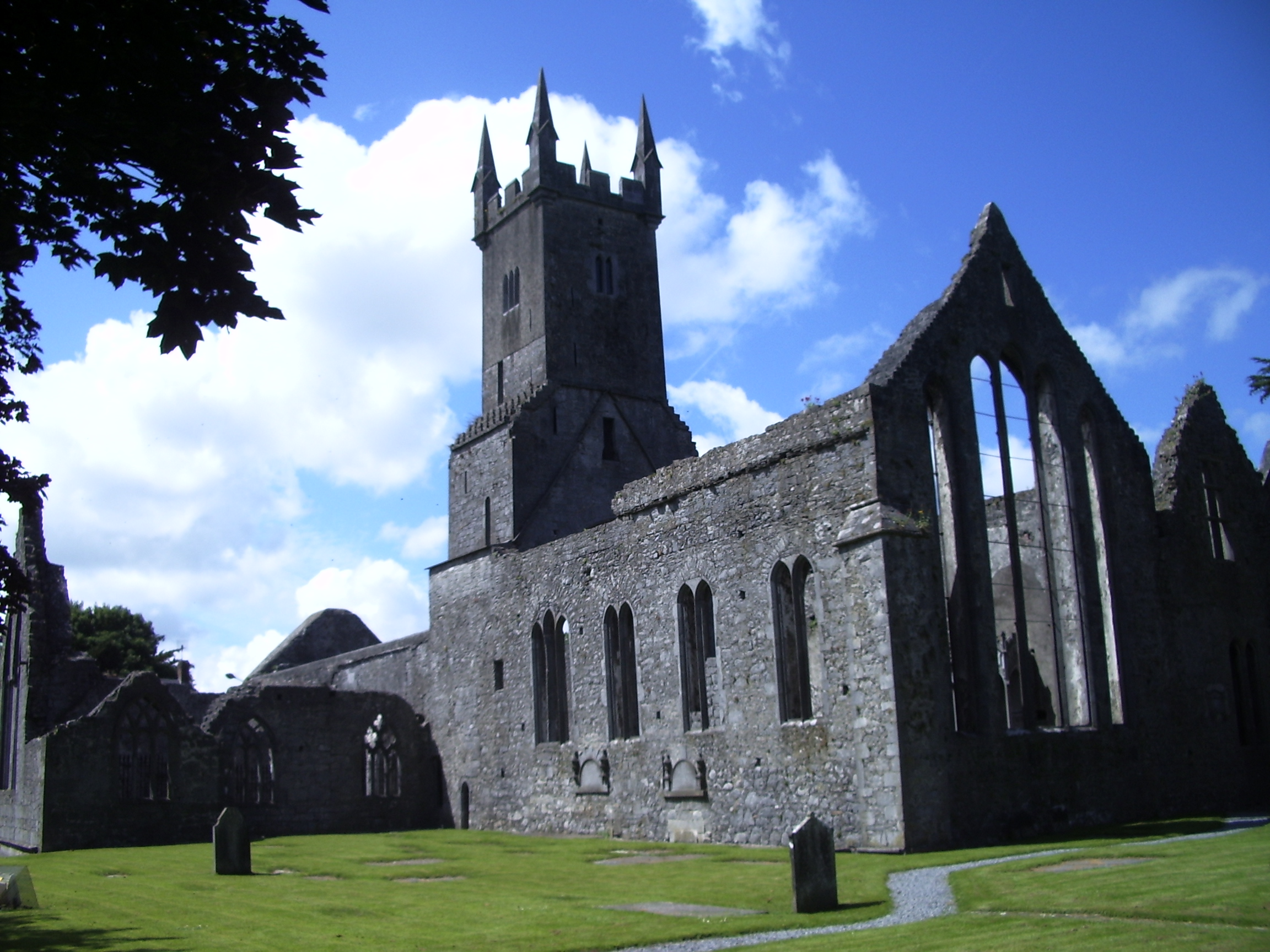
Ennis Abbey. Vierungsturm und Chor

Die Ennis Friary (irisch Mainistir na hInse, auch Ennis Abbey) ist ein ehemaliges Franziskanerkloster in Ennis in Irland (County Clare).

## Geschichte
Die Friary für die Franziskanerbrüder wurde 1284 von Toirdelbach Ua Briain, dem König von Munster, aus dem Geschlecht der O’Briens von Thomond gestiftet. Die Königsfamilie unterhielt Gemächer im Kloster und die Kirche wurde zur Grablege der O’Briens.
Toirdelbachs fromme Stiftung galt als außerordentlich großzügig und die von ihm beschaffte Verglasung des Chorraums mit blauer Bleiverglasung wurde weithin gerühmt. Das südliche Querschiff mit der Lady Chapel und der Vierungsturm wurden der Klosterkirche erst um 1460 angefügt, um 1500 erfolgten Erweiterungen des Querschiffs und des Langhauses.

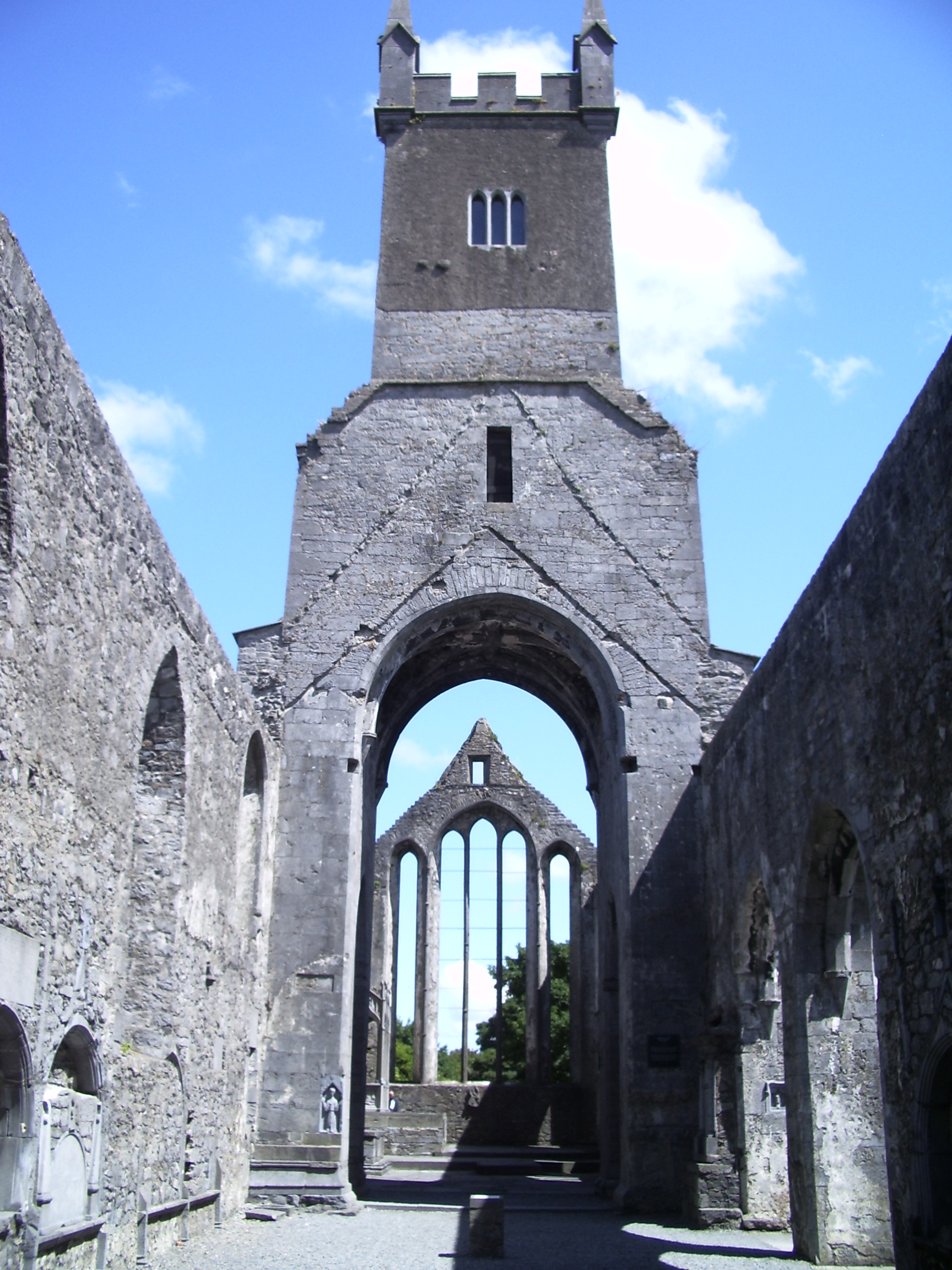
Blick vom Langhaus zum Chor

1540 erkannte Murchadh Ua Briain die Oberhoheit der Tudors an und wurde der erste Graf von Thomond. In dieser Rolle konnte er zunächst 1543 die Aufhebung des Klosters im Rahmen der allgemeinen Auflösung der irischen Klosterlandschaft verhindern. Die Franziskaner konnten sich in Ennis bis zum Feldzug Sir Richard Binghams in den siebziger Jahren des 16. Jahrhunderts halten. Unter der neuen britischen Verwaltung wurde das Kloster Sitz eines Gerichts und eines Gefängnisses.
Um 1680 wurde die Klosterkirche Pfarrkirche der anglikanischen Church of Ireland. 1780 waren Querschiff und Chor bereits verfallen, während das Hauptschiff für die anglikanischen Gottesdienste hergerichtet worden war, indem man in der Vierung eine Wand eingezogen hatte. 1871 wurde das Klostergelände schließlich aufgegeben und es verfiel schnell, der Friedhof wurde 1893 geschlossen.
Heute wird auf dem Klostergelände ein Freilichtmuseum unterhalten und die Ruinen können gegen Eintrittsgeld besichtigt werden.

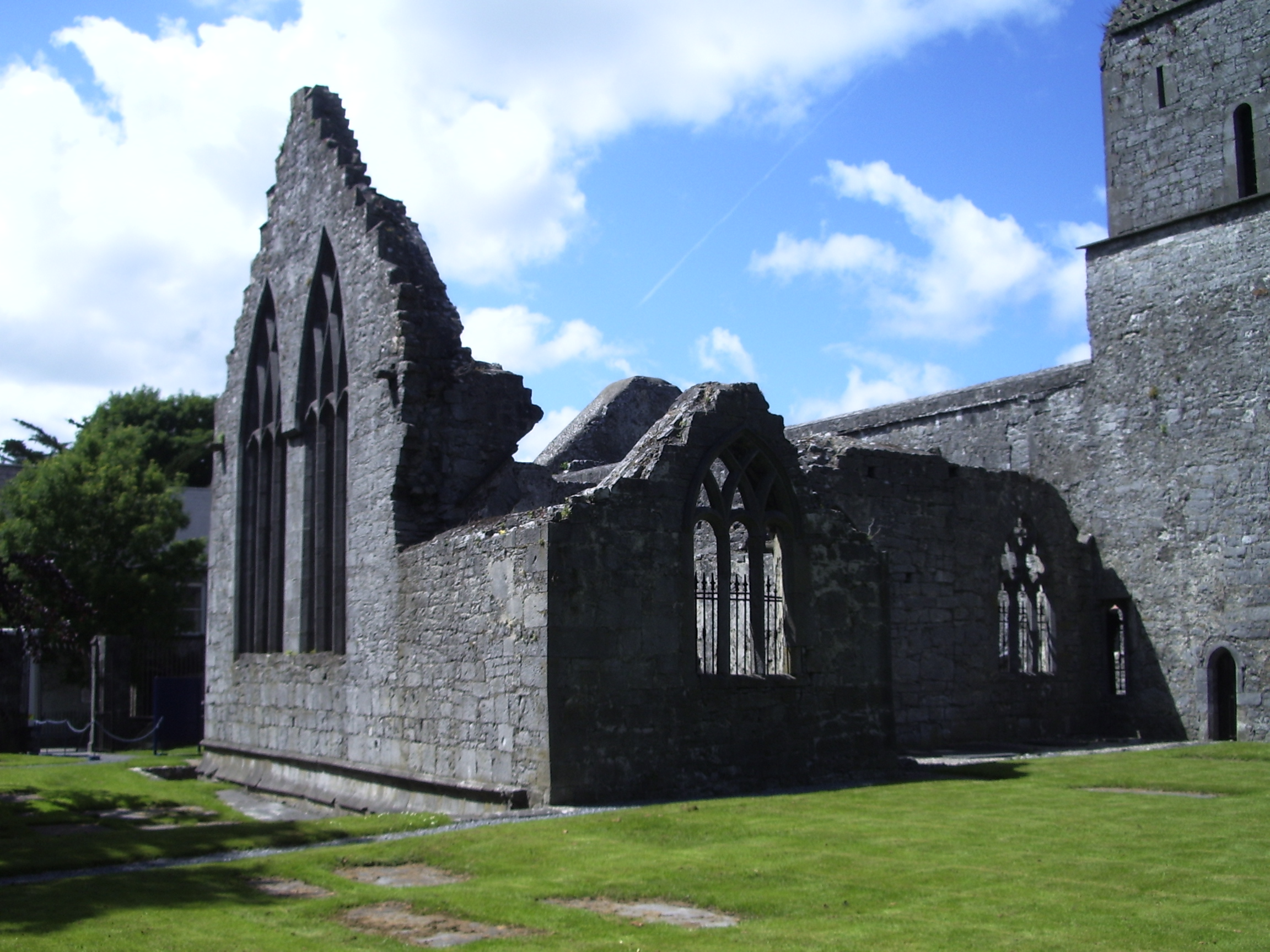
Südliches Querschiff
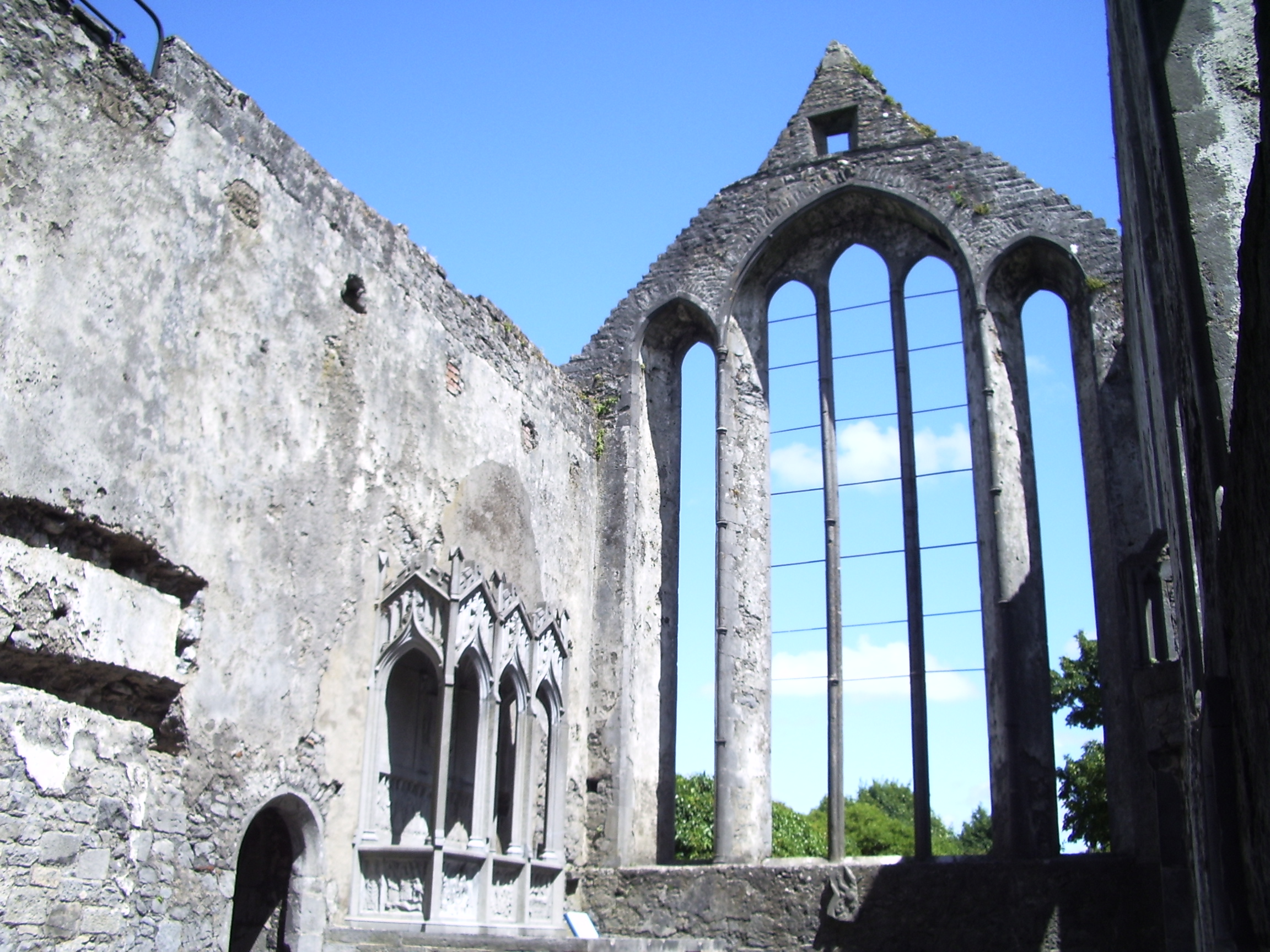
Der Chor mit dem großen Ostfenster
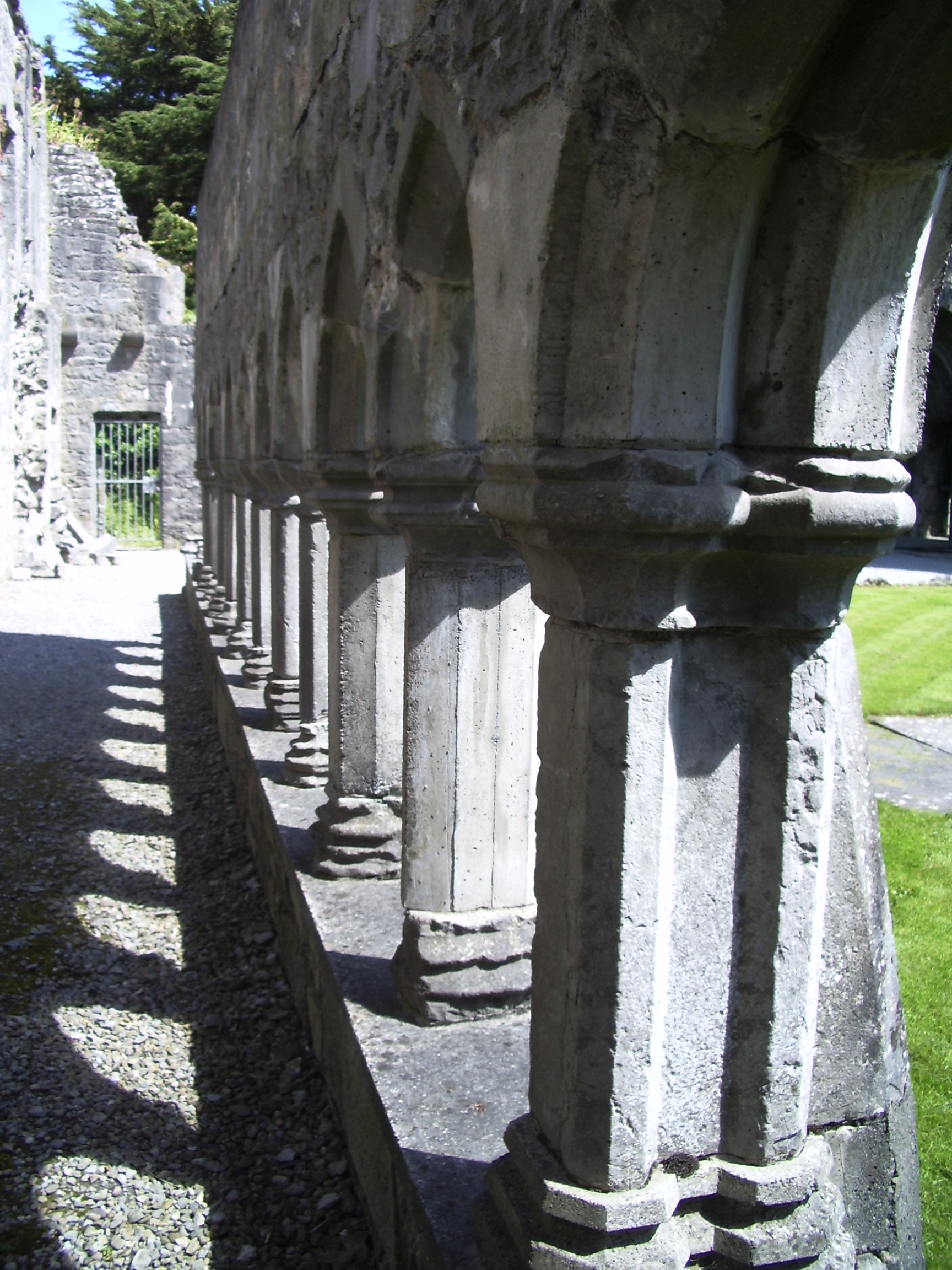
Reste des Kreuzgangs
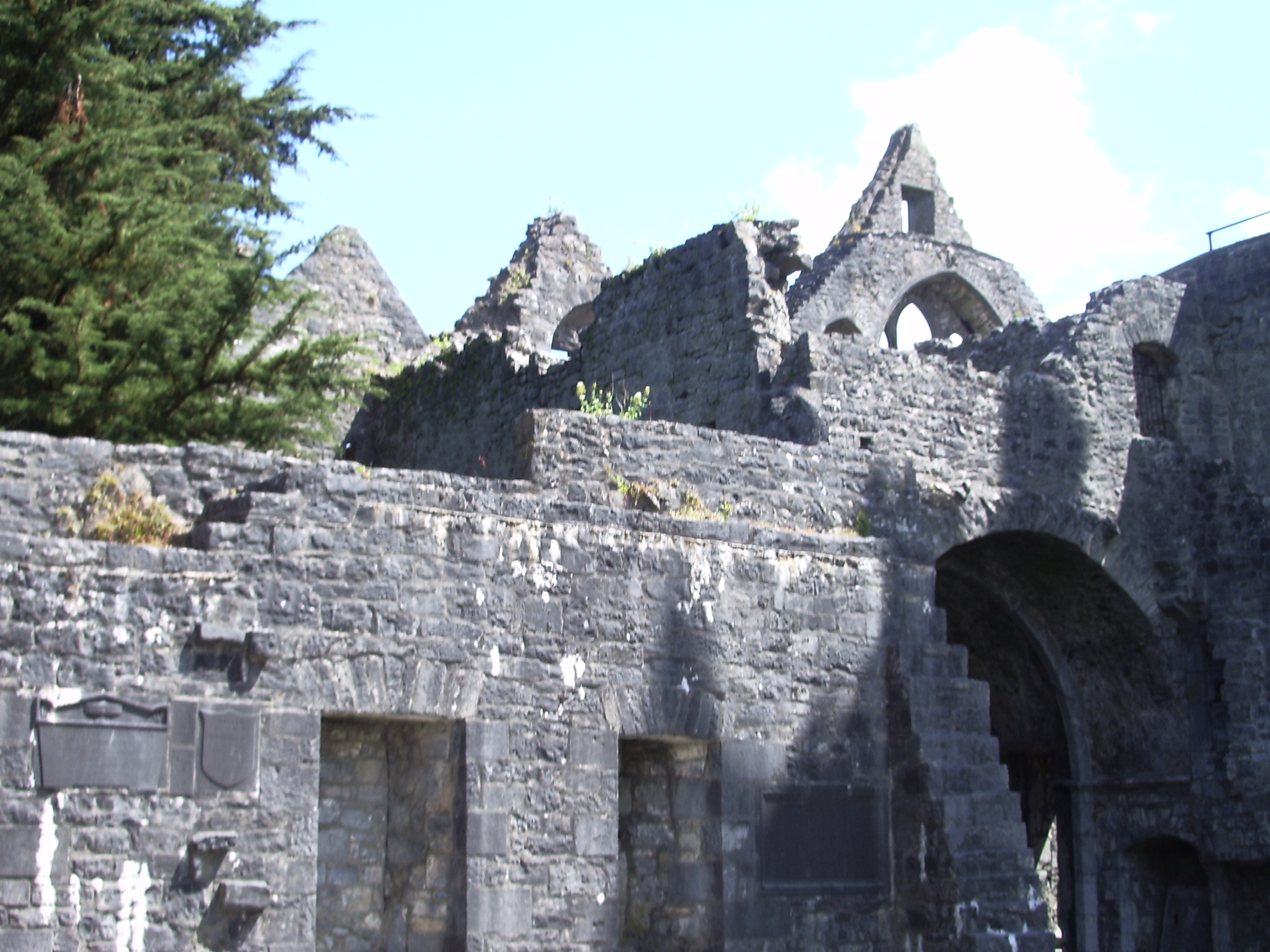
Ruinen der Klostergebäude